# ČSD-Baureihe T 478.1
Die ČSD-Baureihe T 478.1 (ab 1988: Baureihe 751) ist eine dieselelektrische Universallokomotive der Tschechoslowakischen Staatsbahnen (ČSD). Die Lokomotiven prägten ab den 1960er Jahren den Streckendienst auf nichtelektrifizierten Strecken der ČSD und galten auf Grund ihrer Zuverlässigkeit als eine der erfolgreichsten Diesellokomotiven in der ehemaligen Tschechoslowakei. Auf Grund ihres markanten Äußeren erhielten sie den Spitznamen Bardotka (abgeleitet von Brigitte Bardot) oder Zamračená (Finstergesicht).

## Geschichte
Die Grundlage für die Lokomotive bildete der Anfang der 1960er Jahre erstellte komplexe Aufgabenplan zur Motorisierung der Eisenbahn. Zu der Zeit waren bereits konstruktiv gut gelungene Motorlokomotiven bei den ČSD im Einsatz, die jedoch entweder zu leistungsschwach (ČSD-Baureihe T 435.0) oder nur eingeschränkt im Streckendienst verwendet werden konnten (ČSD-Baureihe T 679.0). Speziell für die kurvenreichen Strecken in Böhmen wurden vierachsige Lokomotiven mit höchstens 18 t Achslast benötigt. Die Entwicklung der ЧМЭ3 für die UdSSR brachte als Antriebselement den neuen, 1.350 PS bzw. 1.500 PS leistenden Dieselmotor K 6 S 310 DR mit Aufladung hervor, der für den Einsatzzweck geeignet war.
Da zur selben Zeit einige Erprobungsmuster mit Strömungsgetriebe entstanden, die sich nicht bewährten, wurde bei der neuen Streckenlokomotive auf eine leichtere Version der bereits bewährten Reihe T 679.0 übergegangen. 1962 wurden nach Klärung strittiger Punkte die Grunddaten zwischen ČKD und dem Ministerium für Verkehrswesen der Tschechoslowakei festgelegt. 1963 waren die Konstruktionsunterlagen fertig, im November 1964 wurden die ersten beiden Prototypen T 478.1001 und T 478.1002 fertiggestellt.

## Technische Beschreibung

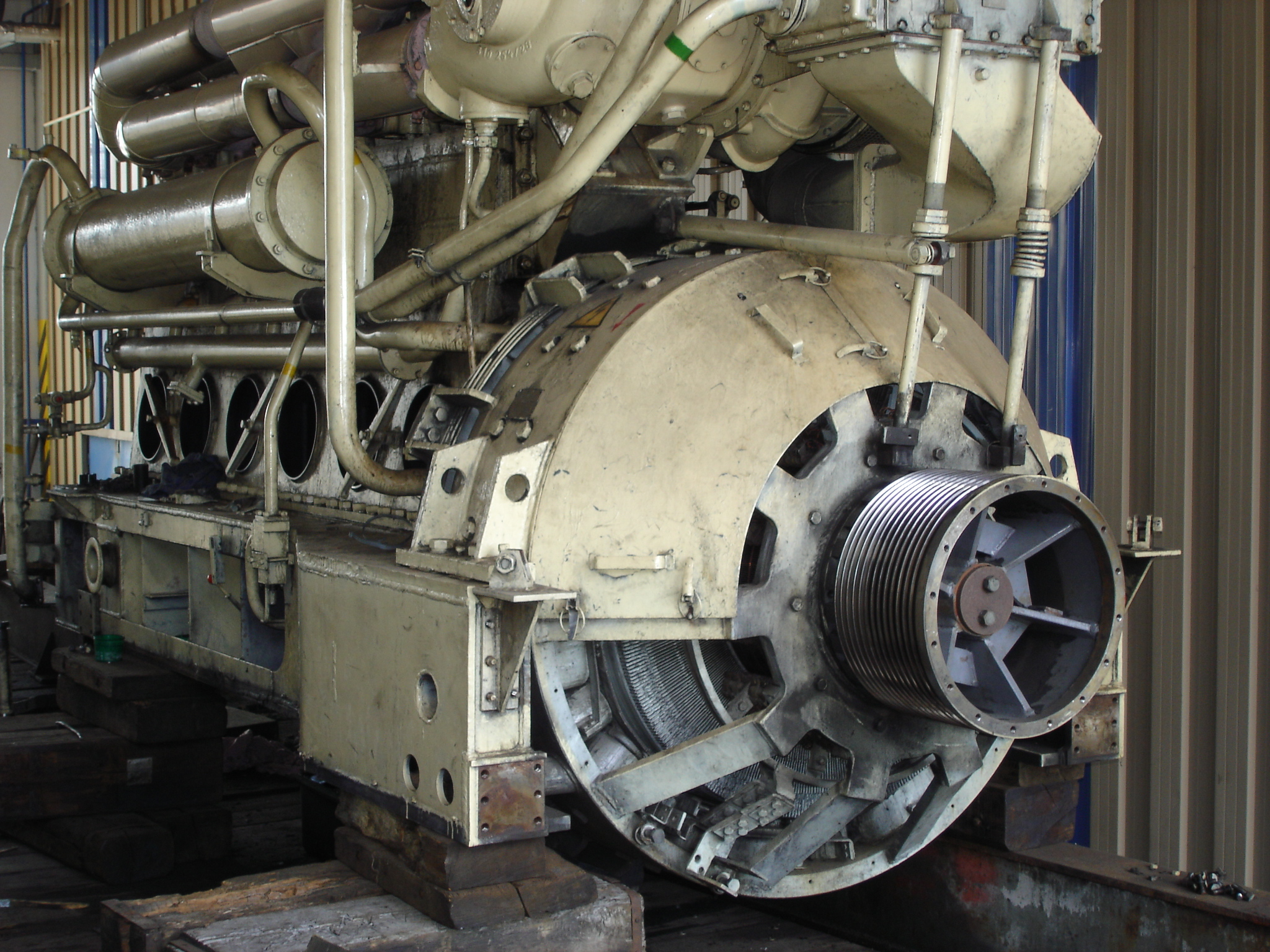
Ansicht Dieselmotor und Traktionsgenerator der Diesellokomotive T 478.1

Die Reihe T 478.1 sind vierachsige Lokomotiven mit dieselelektrischer Kraftübertragung und Einzelachsantrieb aller Achsen, die Nennleistung des Dieselmotors beträgt 1100 kW. Damit ist die Lokomotive für die Beförderung von Personen- und Güterzügen bis 100 km/h vorgesehen.
Der Lokkasten ist eine Fachwerkkonstruktion. Die Führerstände bestehen aus Glasfaserlaminat mit Stahlgerippeversteifung. Das Dach des Lokkastens besteht aus Stahlblech, ist zweiteilig, abnehmbar und mit speziellen Wartungsklappen versehen. Der geschweißte Hauptrahmen wurde durch Stahlprofile verstärkt. Im unteren Teil des Rahmens befinden sich Drehzapfen für die Verbindung mit den Drehgestellen. Das Fahrwerk besteht aus zwei zweiachsigen Drehgestellen mit Rahmen in Form eines H. Im Querträger ist eine Öffnung für den Drehzapfen vorhanden. Die Treibradsätze sind seitlich über abgefederte, mit Reibungsdämpfern versehenen Schwenkarme eingehängt. Der Fahrmotor vom Typ TE 005 ist über einen Tatzlager-Antrieb mit der Antriebsachse und dem Drehgestell verbunden. Zwischen Motor und Antriebsrad besteht das Übersetzungsverhältnis 16:77. Im oberen Teil des Drehgestellrahmens sind die Bremszylinder mit Gestänge und Luftleitungen untergebracht. Alle Räder werden beidseitig abgebremst. Seitlich am Rahmen der Drehgestelle sind Stützen mit Kugelzapfen für die Aufhängung des Lokomotivkastens angebracht.
Die Maschinenraumaufteilung entspricht den konstruktiven Gewohnheiten von ČKD. Hinter dem Führerstand I ist der elektrische Hauptverteiler angeordnet. Dahinter ist der Heizkessel platziert, an ihm vorbei führen Gänge zum Führerstand II und zu der anderen Maschinenraumseite. Beide Führerstände sind gleich gestaltet, rechts ist der Führertisch mit Fahrschalter, Führerbremsventil sowie Schalt- und Kontrollelementen platziert. Der gekoppelte Maschinensatz Kompressor-Hauptgenerator - Dieselmotor - Getriebe für die Hilfsantriebe liegt in der Längsachse der Lokomotive. Die Seitenteile des Daches enthalten Luftansaugsiebe für Motor, Kompressor, Eigenbelüftung des Generators sowie die Kühlung der Fahrmotoren. Unter dem Dach, mittig im Maschinenraum sind die Auspuffrohre des Dieselmotors angeordnet. Im hinteren Teil des Maschinenraumes sind beidseitig Kühlschächte mit in oberen Bereichen hydrostatisch angetriebenen Lüfterschaufelrädern angeordnet. Zwischen den Kühlerblöcken befindet sich die Tür zu dem Führerstand II.
Als Antriebselement dient der stehend angeordnete Sechszylinder-Viertaktdieselmotor K 6 S 310 DR, der mit Mitteldruckaufladung betrieben wird. Der Zylinderdurchmesser ist 310 mm, der Kolbenhub 360 mm. Das ergibt einen Hubraum von 163l. Bei 775/min beträgt seine Nennleistung 1.104 kW (1.500 PS). Das zweiteilige Motorgehäuse besteht aus Stahlguss und Stahlblechen. Der untere Teil dient als Ölwanne, der obere als Kühlblock und Halterung für die Zylinderlaufbuchsen. Im oberen Seitenteil ist die Nockenwelle für die Stoßstangen angeordnet. Sechs einzelne Zylinderköpfe schließen den Motorblock nach oben ab. Der Regler für die Motorsteuerung ist über eine Zahnstange gelenkig mit den einzelnen, an der Seite des Motorgehäuses platzierten Einspritzpumpen verbunden. Auf der anderen Gehäuseseite des Motors sind der Ölkühler und das Auspuffsammelrohr angeordnet, letzteres führt zu dem Turbolader PDH 50 ZV, der sich gemeinsam mit dem Ladeluft-Zwischenkühler am hinteren Motorende befindet.  Die Kurbelwelle ist aus einem Teil geschmiedet, sie hat sechs jeweils um 120° versetzte Kurbelkröpfungen und ist in Gleitlagern gelagert. Diese haben Stahlpfannen, die mit Bleibronze mit zulegiertem Silber und Zinn ausgegossen sind.
Die vom Dieselmotor abgegebene Primärleistung wird an den Hauptgenerator D 802 C abgegeben, der 980 kW Strom für die elektrischen Fahrmotoren liefert. Der Generator ist eine zehnpolige, eigenbelüftete und fremderregte Gleichstrommaschine. Das freie Wellenende des Generators trägt eine Riemenscheibe, von dieser wird die Erregermaschine angetrieben. Diese liefert Strom für die Fremderregung des Hauptgenerators und das Laden der Akkumulatoren. Die vom Generator gespeisten Fahrmotoren sind vierpolige Reihenschlussmaschinen mit je 245 kW Leistung. Beide Fahrmotoren im Drehgestell sind in Reihe geschaltet, beide Drehgestellgruppen zueinander parallel. Die Lokomotive ist mit einer Mehrfachsteuerung ausgerüstet; von einem Führerstand aus können jeweils zwei Maschinen der Reihe T 478.1 oder T 478.2 in beliebiger Reihung gesteuert werden.
Für die Zugheizung war ursprünglich der Dampfgenerator PG 500 vorgesehen. In dessen Heizschlangen wurde der zerstäubte Dieselkraftstoff verbrannt und damit das chemisch zubereitete Wasser erhitzt sowie in Nassdampf verwandelt. Der Dampfgenerator kann nur bei laufenden Dieselmotor arbeiten. Er besteht aus der Kraftstoffversorgung einschließlich Pumpe, aus Ventilen, Heizschlangen und dem Brenner. Im hydraulisch-pneumatischen Teil wird das Wasser durch Rohre über die Regelungs- und Sicherheitsventile in die Druckleitung gepumpt. Der Heizgenerator wird über einen Umschalter mit sechs Stellungen gesteuert. Die Güterzugvariante T 478.2 hatte an Stelle des Dampfgenerators ein Ballastgewicht.

## Produktion und einzelne Bauserienunterschiede
Nachdem die beiden Prototypen gefertigt und ausgeliefert waren, kam die erste Maschine nach der erfolgreichen Werkserprobung Anfang 1965 in den Probebetrieb, wobei mit ihr 100.000 km Fahrt absolviert wurden. Die zweite Lokomotive stand für Prototyperprobungen zunächst für den Eisenbahnversuchsring Velim oder auf den Strecken der ČSD zur Verfügung. Die Betriebserprobung fand im Depot Brno-Maloměřice statt. Die Betriebserprobung endete 1966 mit einer erfolgreich absolvierten Probezerlegung im Ausbesserungswerk. Beide Lokomotiven wurden daraufhin an die ČSD verkauft. 1964 bestellte das Ministerium für Verkehrswesen der Tschechoslowakei fünf Vorserienlokomotiven, die wegen Überschreitung der Fahrzeugmasse zuerst als T 479.0 bezeichnet wurden.
Durch konstruktive Änderungen gelang es, die Achslast auf 18 t zu senken, so dass die Maschinen letztendlich die Bezeichnung T 478.1 erhielten. Allen Vorserienlokomotiven gemein war die Karosserie mit den markanten runden Vorbauten und den glatten Seitenwänden. Die letzte Vorserienlok besaß schon bis in die Höhe der Seitenfenster gesickte Seitenwände. Die Vorserienlokomotiven erhielten die Bezeichnung T 478.1003-T 478.1007 und wurden 1966 dem Depot Vršovice zugewiesen, wo sie Personen- und Güterzugdienste übernahmen. Versuchsweise wurde eine weitere Prototyplokomotive mit hydraulischer Kraftübertragung gebaut, welche sich nicht bewährte.
1965 wurde die erste, 85 Lokomotiven umfassende Serie bei ČKD bestellt, die technisch den Vorserienlokomotiven entsprachen. Allerdings besaßen sie bis in die Höhe der Seitenfenster gesickte Seitenwände und eine andere, eckigere Vorderfront. Ab September 1967 lieferte der Hersteller die Lokomotiven der ersten Serie aus.
1968 und 1969 wurden die Lokomotiven der zweiten Serie ausgeliefert, wobei 78 Lokomotiven als Reihe T 478.1 und 52 als T 478.2 geliefert wurden. Optisch unterscheiden sich die Lokomotiven von der vorhergehenden Serie durch die bis zum Dach gesickten Seitenwände. Technisch wurden diese Maschinen auf einen geplanten Einsatz eines Schalldämpfers vorbereitet. Sie besaßen geänderte Bremssteuerventile der Bauart DAKO. 1970 folgten die Maschinen der dritten und letzten Serie, bei der 60 Personenzug- und 30 Güterzuglokomotiven entstanden. Diese Maschinen besaßen ab Werk bereits einen Schalldämpfer. Insgesamt wurden 230 Lokomotiven der Reihe T 478.1 und 82 Lokomotiven der Reihe T 478.2 geliefert.

## Einsatz
Die Lokomotiven waren auf allen nichtelektrifizierten Strecken der ehemaligen Tschechoslowakei eingesetzt. Sie beförderten internationale Expresszüge genauso wie wichtige Inlandsschnellzüge, Regionalzüge sowie Güterzüge. Erwähnenswert sind die Einsätze um den Ramzová-Sattel, die schweren Schnell- und Güterzüge im Tal der Eger sowie in Nordböhmen speziell mit dem Schnellzug von Děčín nach Liberec mit sechs Schnellzugwagen über den Křižanské sedlo.
Dies zeigt den Hauptvorteil der Lokomotive, sie war vielseitig einsetzbar und dort verwendbar, wo die stärkere T 679.1 nicht eingesetzt werden konnte. So ersetzten sie im Tal der Eger die ČSD-Baureihe T 679.1 im Güterzugdienst. Eine wichtige Rolle spielten die Lokomotiven um die Jahrtausendwende in Chomutov, Hradec Králové, Liberec, Letohrad, Louny, Meziměstí, Ostrava, Rakovnik und Zdice.
Mit der Einführung des EDV-Nummernsystems 1988 erhielten die Lokomotiven die neue Baureihennummer 751 bzw. 752 mit nur noch dreistelliger Ordnungsnummer. Die ab 1992 von der ČD modernisierten Lokomotiven wurden als Reihe 749 eingeordnet. Ab 1992 ließ die ČD 60 Lokomotiven grundlegend erneuern, dabei wurde die Dampfheizanlage durch eine elektrische Zugheizung mit 3000 V Gleichspannung ersetzt.
Eine wichtige Rolle für den Betriebseinsatz bildete die Elektrifizierung von Strecken, die den Lokomotiven viele Einsatzgebiete raubte. Wurden bis 2001 hauptsächlich Lokomotiven nach Unfällen ausgemustert, erfolgten danach Ausmusterungen von länger abgestellten Lokomotiven. Ende 2005 schrumpfte der Bestand zusammen. Die modernisierten Lokomotiven der Reihe T 478.3 und T 478.4 sind es, die die Maschinen nach und nach überflüssig werden lassen. Im Frühjahr 2013 hatten die ČD noch einen Umlauf von fünf Lokomotiven in Praha Vršovice, mit denen sie unter anderem den Schnellzug von Prag nach Tanvald fuhren.
In der Slowakei ist noch eine Anzahl von 751ern und 752ern aktiv, die weiterhin im Unterhaltungsbestand sind und ausschließlich im Güterzugdienst, z. B. in Plešivec, Prieviedza oder in Humenné eingesetzt werden. Die Lokomotive 749.006-3 hat ein Dienstalter von fast 50 Jahren erreicht.
Viele Fahrzeuge sind, teilweise betriebsfähig, erhalten, darunter die beiden Prototypen T 478.1001 und T 478.1002, die Vorserienlokomotiven T 478.1004 und T 478.1006 sowie die erste Serienlokomotive T 478.1010. Die T 478.1039 besitzt eine Vollflächenreklame und ist mittlerweile nicht mehr im Einsatzbestand.

## Galerie

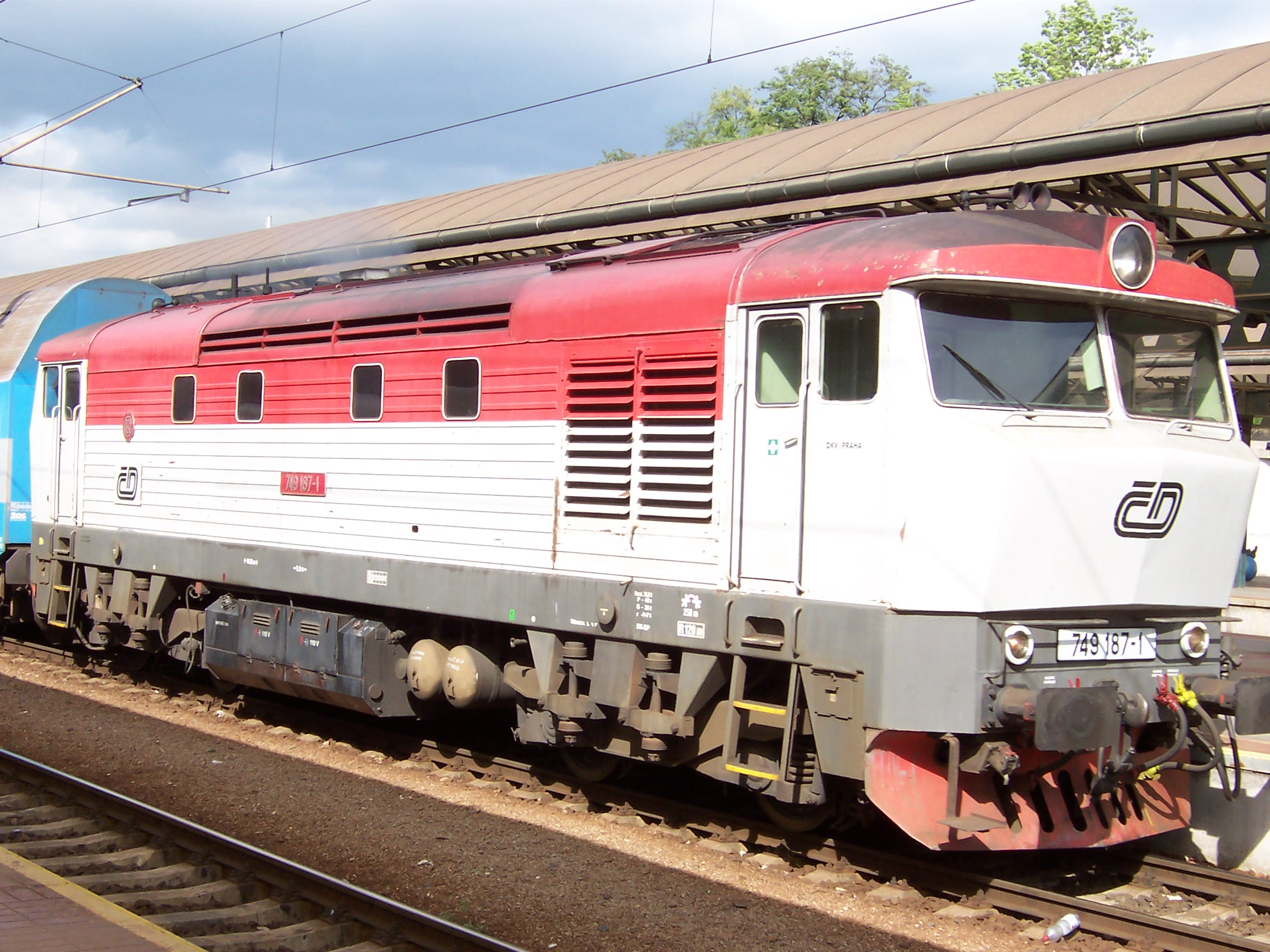
Eine 749 vor einem Doppelstockzug im Prager Hauptbahnhof
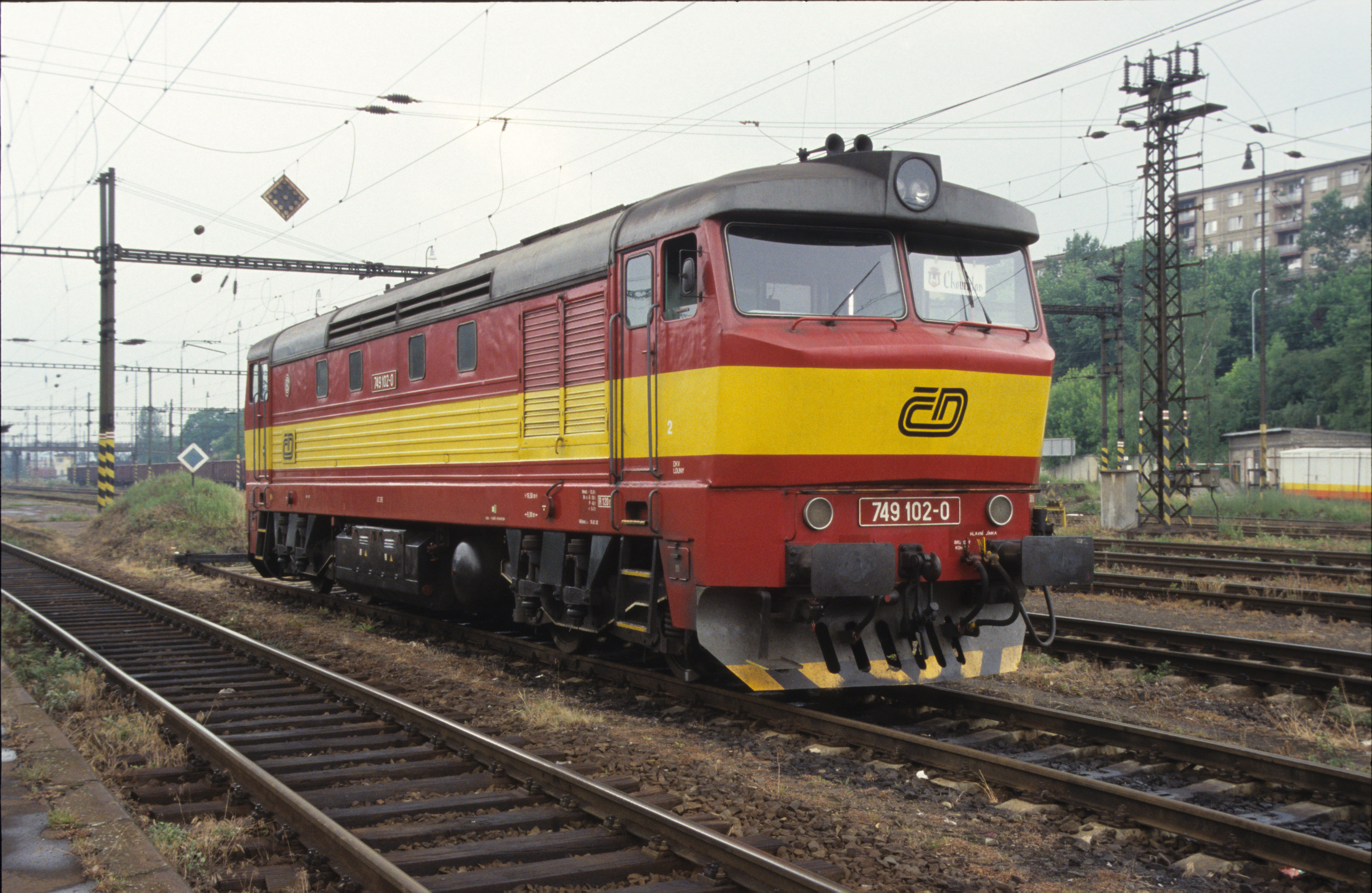
749 102 in Karlsbad
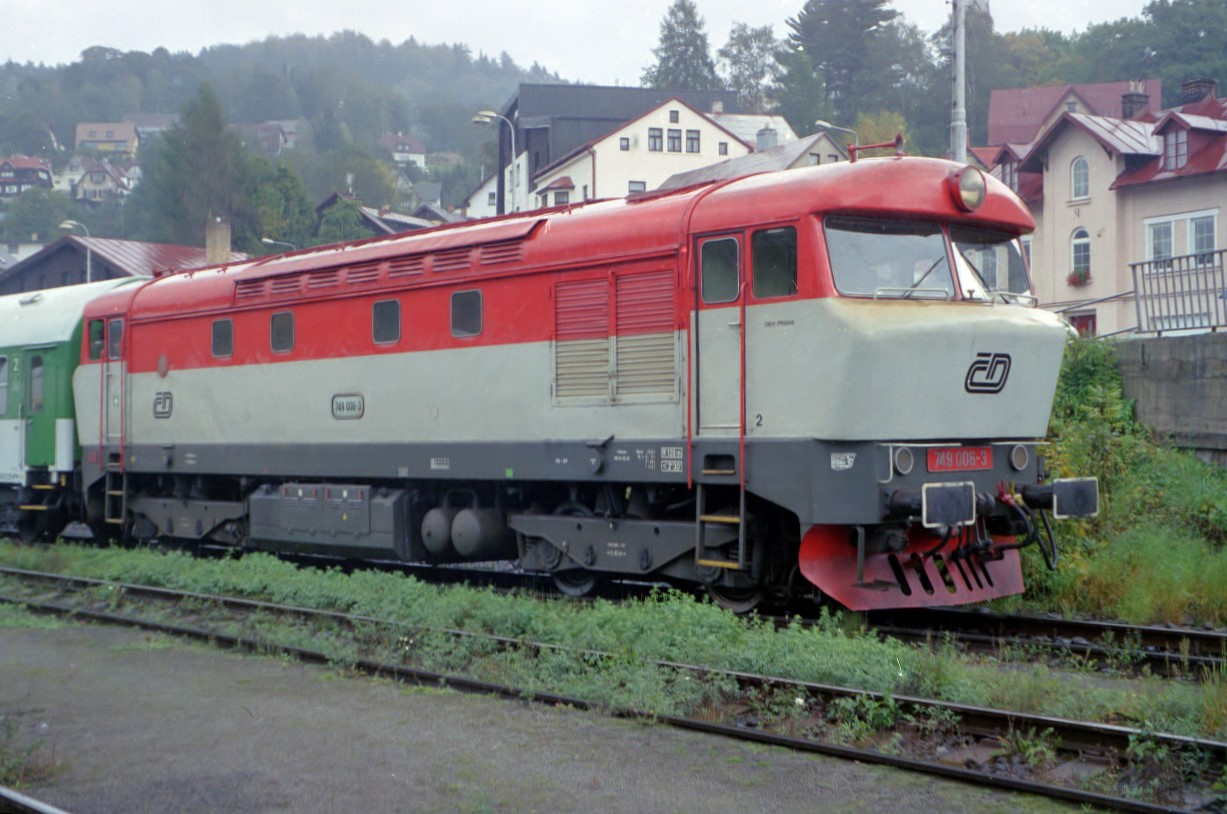
749.006 2006 in Tanvald – eine Bardotka der Nullserie
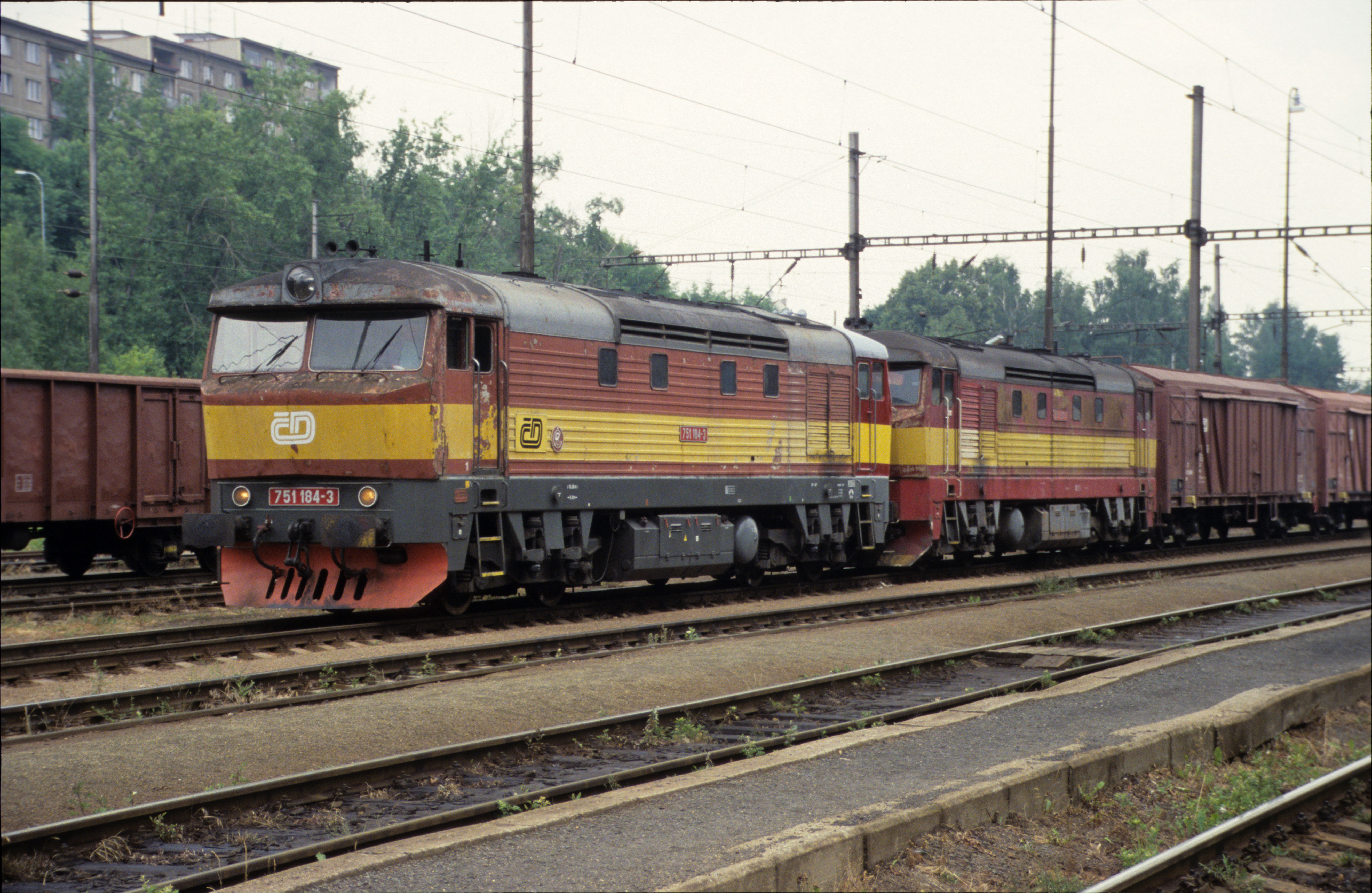
ČD 751 184 und 751 302 in Karlsbad
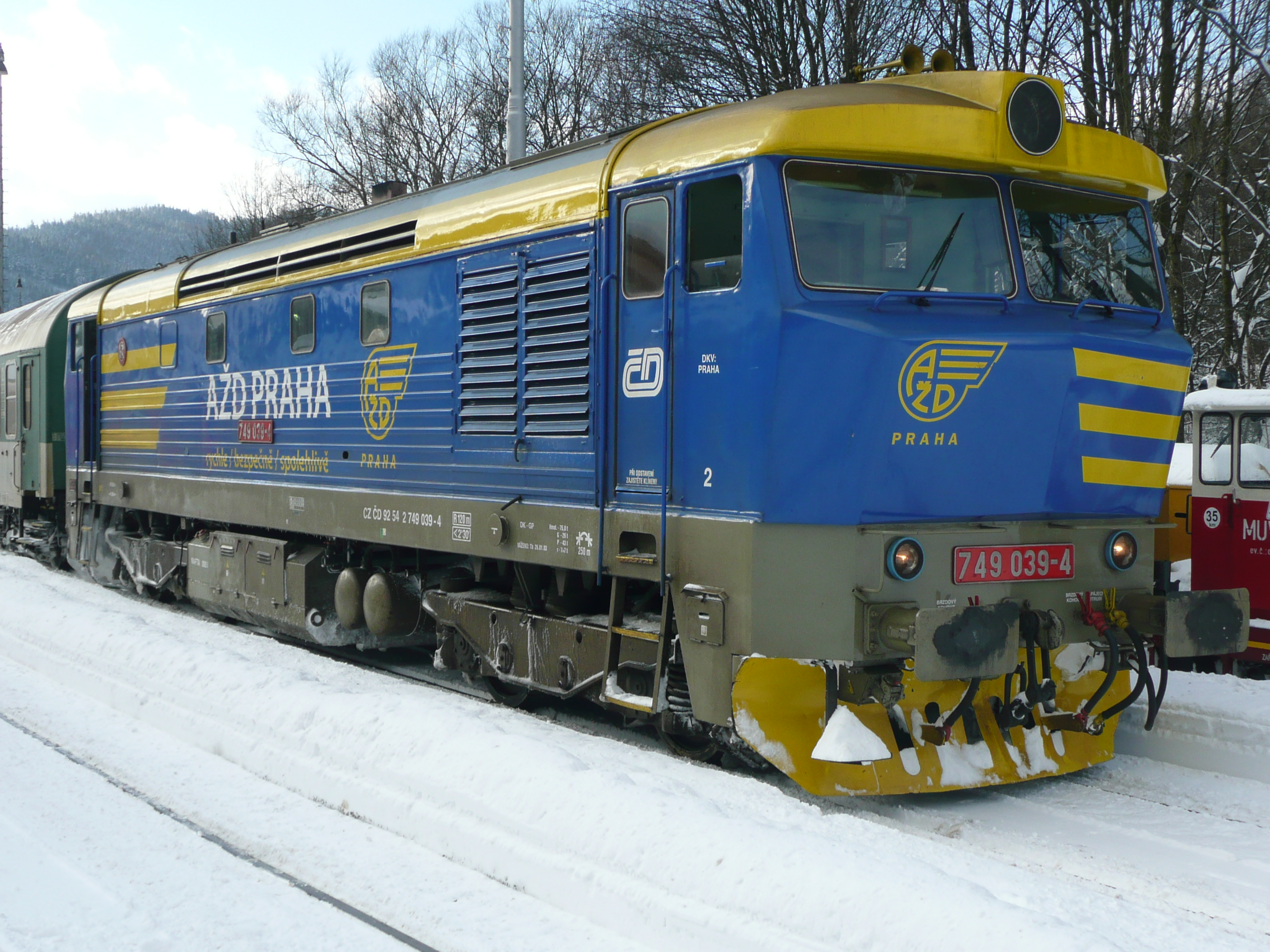
ČD 749 039 in Tanvald
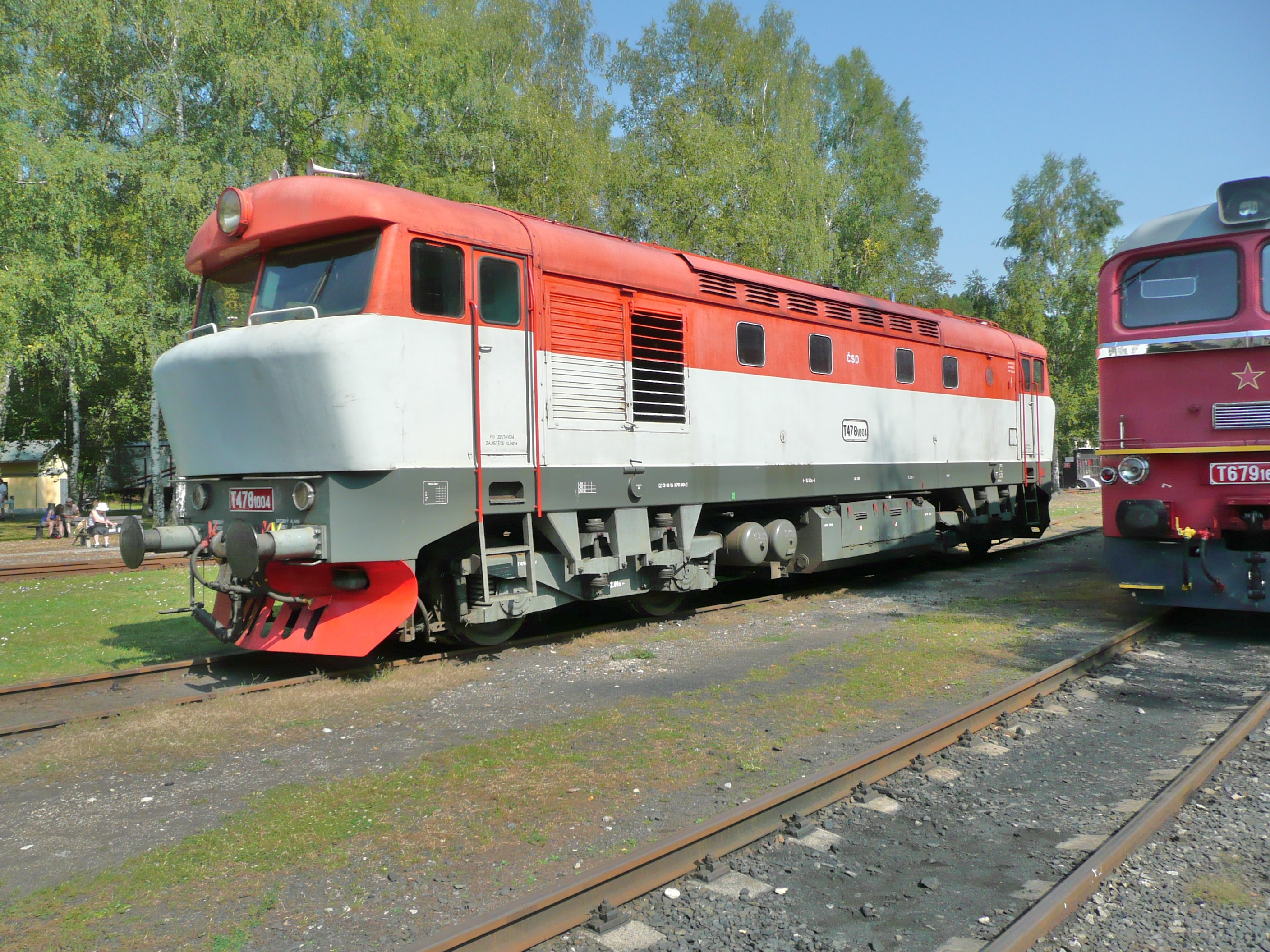
T 478 1004 aus der Nullserie 2016 im Eisenbahnmuseum Lužná u Rakovníka
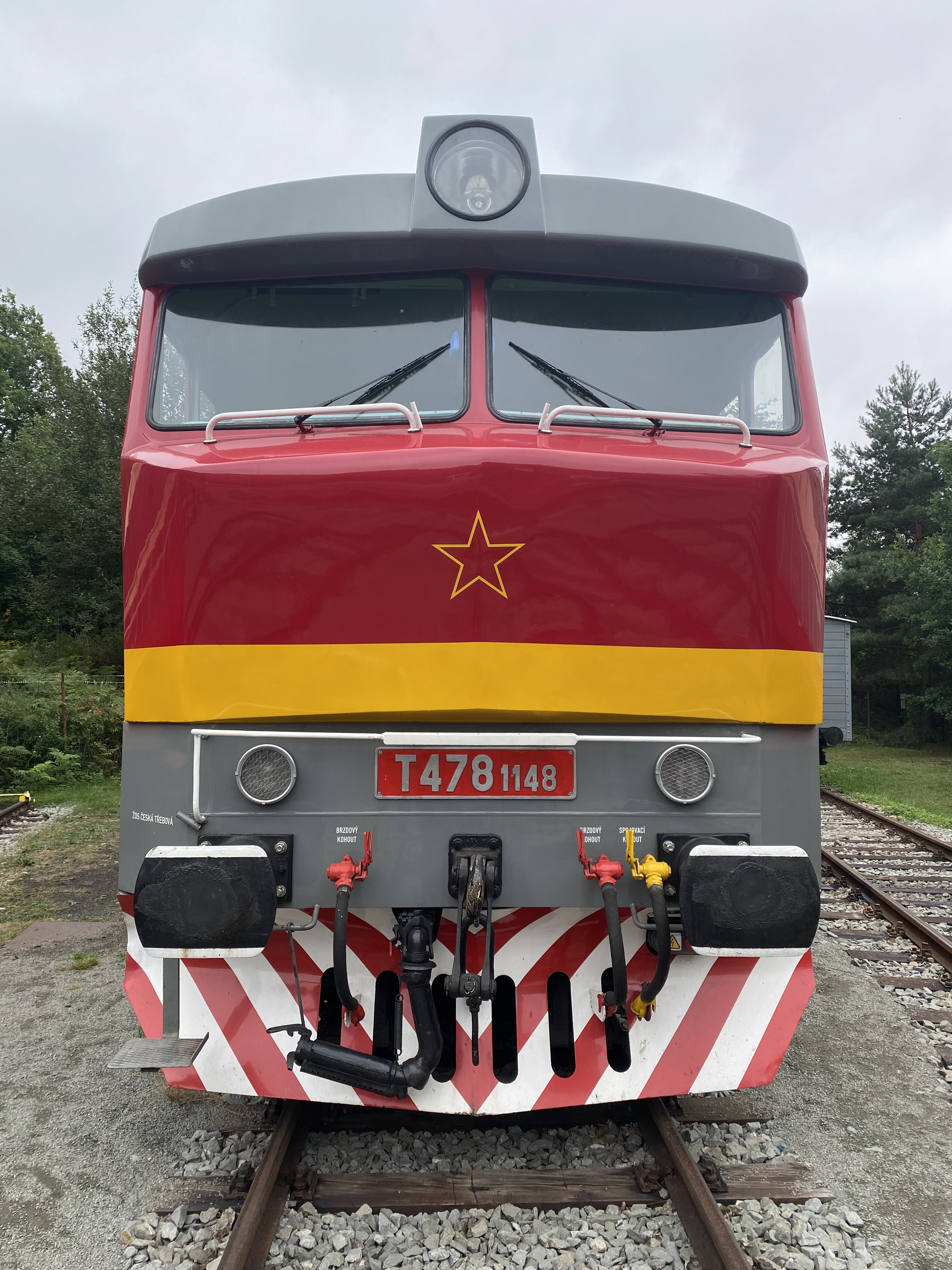
CZ Class 478 - Museum Lužná u Rakovníka, Tschechien
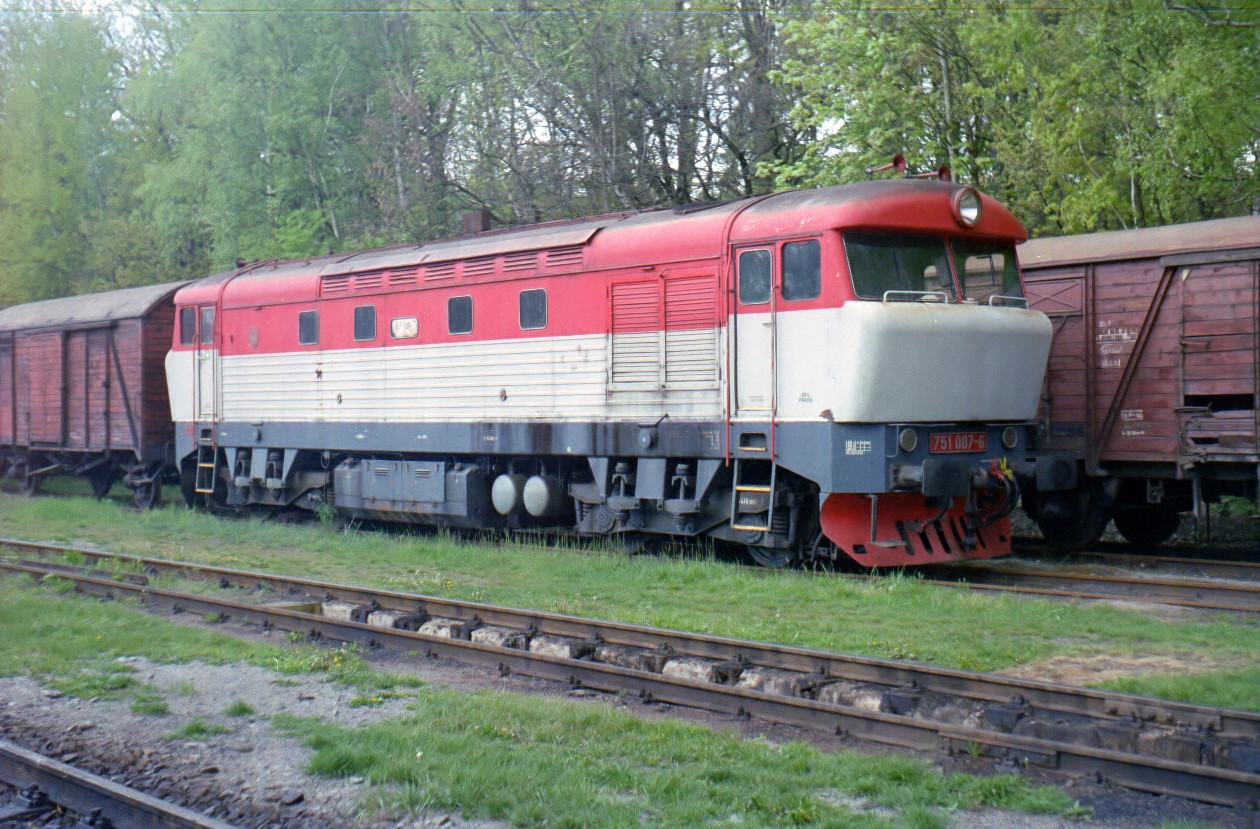
ČD 751 007 2005 im Eisenbahnmuseum Lužná u Rakovníka